# Generation X (Album)
Generation X ist das erste Studioalbum der britischen Punkrockband Generation X. Produziert von Martin Rushent wurde das Album am 17. März 1978 im Vereinigten Königreich veröffentlicht.

## Produktion
„Generation X“ wurde von November bis Dezember 1977 in den TW Studios in Fulham, West-London, mit dem Produzenten Martin Rushent und dem Toningenieur Alan Winstanley aufgenommen.
Die Band hatte zuvor mit dem Produzenten Phil Wainman an früheren Singles zusammengearbeitet, war jedoch mit den Ergebnissen unzufrieden. Frontmann Billy Idol schlug Rushent als Produzenten vor, da er von seiner jüngsten Arbeit mit The Stranglers beeindruckt war. Gitarrist Derwood Andrews erinnerte sich später: „Martin Rushent erzählte tolle Witze, aber sein Ingenieur Alan Winstanley war mehr für den Sound des Albums verantwortlich.“
Der Bassist Tony James schrieb die meisten Texte, Idol komponierte die Musik. Andrews und Schlagzeuger Mark Laff vervollständigten die Songs, indem sie Instrumentalparts hinzufügten.

## Charts
Bei der Veröffentlichung im Vereinigten Königreich im März 1978 erreichte das Album Platz 29 der Album-Charts.
Der Song „Ready Steady Go“ wurde im Februar 1978 vor der Veröffentlichung des Albums als Single veröffentlicht und erreichte Platz 47 der britischen Single-Charts.

## Veröffentlichungsformate
Die ursprüngliche US-Veröffentlichung des Albums enthielt eine abweichende Titelliste, bei der drei Songs weggelassen und drei Songs aus den Single-Veröffentlichungen der Band hinzugefügt wurden, außerdem ein Cover von John Lennons „Gimme Some Truth“.
Das Album wurde später remastert und im Jahr 2002 mit der ursprünglichen britischen Titelliste, ergänzt durch sechs Bonustracks, neu aufgelegt.
Zwei Outtakes, die während der TW Studios-Sessions für Generation X aufgenommen wurden, „Your Generation“ und „Rock On“, wurden nachträglich auf dem K.M.D – Sweet Revenge Xtra-Album von 2004 veröffentlicht.
Das Album wurde am 26. April 2019 als Teil eines 2-CD/3-LP-Deluxe-Sammlersets international neu aufgelegt und von seinem Originalingenieur Alan Winstanley neu gemastert. Die Bonus-CD/zwei Bonus-LPs enthielten A-Seiten- und B-Seiten-Tracks von Singles, Outtakes und bisher unveröffentlichte Mixe.

## Titellisten

### Original UK LP (1978)
Alle Tracks wurden von Billy Idol und Tony James geschrieben.
| Nr. | Titel               | Länge |
| --- | ------------------- | ----- |
| 1.  | "From the Heart"    | 2:08  |
| 2.  | "One Hundred Punks" | 3:08  |
| 3.  | "Listen"            | 3:24  |
| 4.  | "Ready Steady Go"   | 2:58  |
| 5.  | "Kleenex"           | 2:06  |
| 6.  | "Promises Promises" | 5:18  |
| 7.  | "Day by Day"        | 2:05  |
| 8.  | "The Invisible Man" | 2:56  |
| 9.  | "Kiss Me Deadly"    | 4:24  |
| 10. | "Too Personal"      | 2:17  |
| 11. | "Youth Youth Youth" | 6:07  |

| Nr. | Titel                                              | Länge |
| --- | -------------------------------------------------- | ----- |
| 12. | "Your Generation" (Single)                         | 3:15  |
| 13. | "Wild Youth" (Single)                              | 2:53  |
| 14. | "Wild Dub" (B-Seite von "Wild Youth")              | 3:49  |
| 15. | "Trying for Kicks" (B-Seite von "Friday's Angels") | 2:00  |
| 16. | "This Heat" (B-Seite von "Friday's Angels")        | 2:12  |

| Nr. | Titel                                     | Länge |
| --- | ----------------------------------------- | ----- |
| 1.  | "Your Generation"                         | 3:15  |
| 2.  | "Day by Day" (alternative Version)        | 2:04  |
| 3.  | "Wild Youth"                              | 2:55  |
| 4.  | "Wild Dub"                                | 3:49  |
| 5.  | "No No No"                                | 2:10  |
| 6.  | "Trying for Kicks"                        | 2:00  |
| 7.  | "This Heat"                               | 2:12  |
| 8.  | "Ready Steady Go" (Phil Wainman Version)  | 3:04  |
| 9.  | "No No No" (Phil Wainman Version)         | 2:21  |
| 10. | "Gimme Some Truth" (Outtake)              | 2:53  |
| 11. | "Rock On Dub" (Outtake)                   | 2:53  |
| 12. | "Promises Promises" (Single Version)      | 3:42  |
| 13. | "From The Heart" (Alan Winstanley Mix)    | 2:13  |
| 14. | "The Invisible Man" (Alan Winstanley Mix) | 3:04  |
| 15. | "Kleenex" (Alan Winstanley Mix)           | 2:14  |
| 16. | "Day By Day" (Alan Winstanley Mix)        | 2:09  |
| 17. | "One Hundred Punks" (Alan Winstanley Mix) | 3:17  |
| 18. | "Too Personal" (Alan Winstanley Mix)      | 2:23  |
| 19. | "Youth Youth Youth" (Alan Winstanley Mix) | 6:20  |

### Original US LP (1978)
Alle Titel wurden von Idol und James geschrieben, sofern nicht anders angegeben.
| Nr. | Titel                                                | geschrieben von | Länge |
| --- | ---------------------------------------------------- | --------------- | ----- |
| 1.  | "Gimme Some Truth" (Outtake der TW Studios-Sessions) | John Lennon     | 2:48  |
| 2.  | "Wild Youth"                                         |                 | 2:52  |
| 3.  | "From the Heart"                                     |                 | 2:06  |
| 4.  | "Ready Steady Go"                                    |                 | 2:56  |
| 5.  | "Kleenex"                                            |                 | 2:05  |
| 6.  | "Promises Promises"                                  |                 | 5:18  |
| 7.  | "Day by Day"                                         |                 | 2:04  |
| 8.  | "One Hundred Punks"                                  |                 | 3:05  |
| 9.  | "Your Generation"                                    |                 | 3:11  |
| 10. | "Kiss Me Deadly"                                     |                 | 4:12  |
| 11. | "Wild Dub"                                           |                 | 3:47  |
| 12. | "Youth Youth Youth"                                  |                 | 6:00  |

## Verwendung in der Populärkultur
Das Lied „Kiss Me Deadly“ wurde im Soundtrack des Films Punk! verwendet.